# Invid Babels flod
Invid Babels flod är en psalm med text skriven av Anders Frostenson. Musiken är en lettisk folkmelodi.

## Publicerad som
- Nr 893 i Psalmer i 90-talet under rubriken "Tillsammans på jorden".